# Maniac (cançó de Michael Sembello)
"Maniac" és una cançó de la pel·lícula Flashdance de 1983 que va ser escrita per Dennis Matkosky i el seu intèrpret, Michael Sembello. La idea original de la cançó li va venir a Matkosky mentre veia una notícia sobre un assassí en sèrie, que va inspirar lletres horripilants que ell i Sembello van ampliar després de trobar una pel·lícula de terror de 1980 amb el mateix nom. Quan el director de Flashdance, Adrian Lyne, es va enganxar a la demostració de la cançó utilitzada durant el rodatge, el seu supervisor musical Phil Ramone va demanar lletres més apropiades per a la seva història d'una ballarina i va treballar amb Sembello per produir una nova versió per a la banda sonora. El nou enregistrament va servir per a una escena en què la protagonista Alexandra Owens s'entrena amb rigor a casa.
Després que la pel·lícula es convertís en un èxit per sorpresa, es va fer un vídeo musical amb escenes de la pel·lícula i es va començar a emetre al canal per cable MTV el maig de 1983, coincidint amb el llançament del senzill. La cançó va passar dues setmanes al número u del Billboard Hot 100 i va funcionar bé a altres països. Com que el seu vídeo es va mostrar àmpliament a MTV i Flashdance es va convertir en la tercera pel·lícula més taquillera del 1983 als EUA, Hollywood va començar a veure els vídeos musicals com una forma rendible de comercialitzar pel·lícules.
La cançó va posar Sembello en el punt de mira per primera vegada amb aparicions personals per promocionar-la i fins i tot va suposar per a Matkosky i a ell guanyar un Grammy per la seva composició. Va incloure "Maniac" al seu àlbum de debut, però va deixar clar que no publicaria una cançó semblant només per aprofitar el seu èxit i que volia que la gent se centrés en el seu material posterior. Van sorgir versions de la cançó al Regne Unit, i una gravació d'un DJ rapejant sobre un remix va passar 10 setmanes al número 1 a Irlanda l'any 2000 i es va convertir en el cinquè senzill més venut del país de tots els temps.

## Composició i gravació

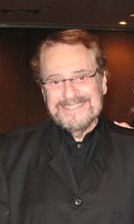
Phil Ramone va produir la cançó amb Sembello.

El concepte general del que es va convertir en l'èxit de Flashdance va arribar al compositor Dennis Matkosky mentre mirava una notícia sobre un assassí en sèrie. Va pensar en broma: "Amb la meva sort, aquest noi viu al meu costat", i de seguida va prendre notes que li venien al cap per a la lletra: "És un maníac. S'acaba de mudar al costat. Matarà el teu gat i el clavarà al terra". Va portar la idea al seu amic Michael Sembello, que es va interesar quan va sentir el títol. Tan bon punt Matkosky es va asseure al piano, Sembello va dir: "D'acord. Toca l'acord més estrany que coneguis", i van començar a compondre la música. La seva inspiració per al pont va venir de la cançó de Bloodrock "D.O.A.", un èxit número 36 al Billboard Hot 100 el 1971 que recreava la sirena bitonal que s'utilitzava a les ambulàncies al Regne Unit en aquell moment, i Sembello va tenir la idea d'utilitzar "Chopsticks" per introduir la part instrumental de la cançó. Matkosky va dir: "Vam pensar que era una broma perquè no estàvem intentant escriure una cançó. Estàvem intentant fer riure els amics".
Sembello va recordar el seu procés habitual per a situacions en què necessitaven més lletres: “Sempre que teníem una idea, comencem a investigar, però no teníem Google”. Matkosky va trobar la pel·lícula slasher Maniac de 1980 i la va llogar per veure si podien trobar-ne més per posar a la cançó. Va proporcionar les lletres addicionals que volien, però la demo que van gravar va acabar en una cinta enviada a Phil Ramone, que buscava cançons per utilitzar-les a Flashdance. Durant la preproducció de la pel·lícula, la música de sirena de dos tons utilitzada al pont va destacar per al director de la pel·lícula, Adrian Lyne, que va dir: "Una de les melodies que havia escoltat tenia una mena de timbre d'aquest tipus. de 'bing-bong-bing-bong-bing-bong', així, i vaig dir: "Utilitzem-ho. Utilitzem-ho com una mena de motiu, com una mena de motor per a un ball". Lyne s'havia acostumat a utilitzar la música al final del rodatge i la volia en el tall final, així que Ramone va demanar que la lletra s'adaptés a la pel·lícula i va fer que Sembello tornés a gravar la cançó.

## Vídeo musical
Abans que Flashdance s'estrenés el 15 d'abril de 1983, el seu distribuïdor Paramount Pictures tenia dubtes que anés bé a taquilla. El número del 7 de maig de Cash Box, però, va informar sobre l'èxit sorprenent de la pel·lícula i el pla de Paramount perquè Lyne prengués parts d'escenes per crear vídeos musicals que es mostrarien al canal per cable MTV, així com a programes de televisió i a altres llocs que inclouen aquests clips. "Maniac" figurava als informes que MTV va proporcionar a Billboard que indicaven quins vídeos estaven en rotació a la xarxa de cable i va fer la seva primera aparició allà el 21 de maig, que indicava que s'havia afegit a la seva llista de reproducció a partir de l'11 de maig.

## Llançament i rendiment comercial
El número de la revista Billboard del 4 de juny de 1983 va incloure la primera aparició del senzill de 7 polzades de "Maniac" al Billboard Hot 100, on va passar 22 setmanes, i el Billboard del 10 de setembre va marcar la seva primera de dues setmanes. com la cançó més popular dels EUA. Va arribar al número 34 durant les seves 8 setmanes a la llista Top Rock Tracks de la revista que va començar a l'edició del 30 de juliol, i també va arribar al número 34 al llarg de 9 setmanes a la llista d'Adults Contemporary a partir del Billboard del 3 de setembre. La seva columna Chartbeat del 10 de setembre va lamentar aquesta última aparició com un "signe dels temps", assenyalant que "AC clarament ja no és només per a Anne Murray", una avaluació extraordinàriament profètica tenint en compte que la cançó va arribar al número 1 del Llistes d'adults contemporanis i pop al Canadà natal de Murray poques setmanes després. També va ser el top 10 de les llistes pop a Austràlia, Alemanya Federal, Països Baixos, Nova Zelanda, Espanya i Suïssa. El remix de 12 polzades va començar 15 setmanes al Dance/Disco Top 80 al Billboard del 25 de juny i finalment va arribar al número 6.

## Recepció crítica
"Maniac" va ser seleccionada com la millor cançó de l'àlbum de la banda sonora pels editors de Digital Audio's Guide to Compact Discs, que van descriure com "s'obre amb un ritme ràpid de caixa de tambors disco, augmentat per sintetitzadors frenètics i una línia de baix palpitant." En les seves revisions retrospectives, AllMusic va etiquetar la cançó com una de les seves eleccions d'àlbums de la banda sonora de Flashdance i la compilació Casablanca Records Story de 1994.

## Premis i reconeixements
Com a senzill, "Maniac" va guanyar nominacions als Grammy Sembello per a Record of the Year i Millor interpretació vocal pop, Masculina, i una nominació amb Matkosky per a Cançó de l'any. Com a part de la banda sonora de Flashdance, els va donar a ells i a tots els compositors que van contribuir a l'àlbum el premi Grammy al millor àlbum de partitura original escrita per a una pel·lícula o un especial de televisió, i Sembello també va ser nominat juntament amb tots els altres intèrprets de la banda sonora de l'Àlbum de l'any. "Maniac" va ser nominada als Oscars i al Globus d'Or a la millor cançó original, i el vídeo musical de "Maniac" va ser guardonat com a millor edició als Video Music Awards de la revista Billboard.

## Llegat i influència
L'extensa exposició que el vídeo "Maniac" va rebre d'MTV i altres punts de venda va ajudar a Paramount a connectar Flashdance de forma gratuïta en lloc de pagar diversos milions de dòlars de temps comercial per l'exposició estàndard de publicitat televisiva necessària per obtenir el mateix resultat. El vicepresident de Paramount, Gordon Weaver, va descriure aquest enfocament com a "màrqueting invisible". Flashdance va passar a ser la tercera pel·lícula més taquillera del 1983 als Estats Units tot i tenir actors desconeguts i rebre males crítiques, per la qual cosa la nova prioritat per als departaments de màrqueting d'estudi es va convertir en avaluar com de pràctic seria incloure música popular als projectes. estaven buscant alliberar-se per rebre beneficis similars d'aquests punts de venda.

## Personal
| Personal adaptat de les notes de folre de l'àlbum Bossa Nova Hotel: - Michael Sembello – vocalista, guitarra, sintetitzador de baix, productor - Dennis Matkosky – teclats, sintetitzador - Carlos Vega – bateria electrònica Simmons - Dennis Karmazyn – cello - Phil Ramone – productor | 12-inch remix Crèdits adaptats de les notes de folre del senzill de 12 polzades: - John "Jellybean" Benitez – remescla - Jay Mark – enginyer |

## Gràfics
| Gràfic (1983)                                | Posició màxima |
| -------------------------------------------- | -------------- |
| Alemanya Federal (Llista oficials alemanyes) | 6              |
| Austràlia (Kent Music Report)                | 2              |
| Canadà Adult Contemporary (RPM)              | 1              |
| Canadà Top Singles (RPM)                     | 1              |
| Espanya (AFYVE)                              | 2              |
| Irlanda (IRMA)                               | 28             |
| Païssos Baixos (Dutch Top 40)                | 11             |
| Païssos Baixos (Single Top 100)              | 10             |
| Nova Zelanda (Recorded Music NZ)             | 7              |
| Sud-àfrica (Springbok Radio)                 | 22             |
| Suïssa (Swiss Hitparade)                     | 2              |
| UK Singles (OCC)                             | 43             |
| US Billboard Adult Contemporary              | 34             |
| US Billboard Hot 100                         | 1              |
| US Billboard Hot Dance Club Play             | 6              |
| US Billboard Top Rock Tracks                 | 34             |
| US Cash Box                                  | 3              |

| Gràfic (2020)                     | Posició màxima |
| --------------------------------- | -------------- |
| Polònia (Polònia Airplay Top 100) | 57             |

| Gràfic (1983)                                | Rànquing |
| -------------------------------------------- | -------- |
| Alemanya Occidental (Official German Charts) | 58       |
| Austràlia (Kent Music Report)                | 39       |
| Canadà Top Singles (RPM)                     | 13       |
| US Billboard Hot 100                         | 9        |
| US Cash Box                                  | 18       |

## Altres versions
El grup irlandès rave act 4 Rhythm va fer un enregistrament de "Maniac" l'any 1994 que va substituir els versos per un rap més contemporani, però els editors de l'original, Warner Chappell Music, "no estaven contents amb el canvi de lletra i van bloquejar el llançament". Van permetre una versió a 4 ritmes en què els versos originals van ser rapejats, i aquest enregistrament va arribar al número 28 el 1995, la mateixa posició màxima que va aconseguir Sembello, a la llista de singles irlandesos. "Maniac 2000", una actuació de Mark McCabe rapejant sobre la versió 4 Rhythm, va passar deu setmanes al número u de la llista de singles irlandesos i es va convertir en el cinquè senzill més venut del país de tots els temps.